# Sofia Catellani
Pas d'image ? Cliquez ici

a Compétitions nationales et continentales officielles uniquement.

b Matchs officiels uniquement.
Sofia Catellani, née le 15 juin 2004 à Casalmaggiore (Italie), est une joueuse internationale italienne de rugby à XV et internationale de rugby à sept, qui évolue au poste de centre. Elle joue au Rugby Colorno.

## Biographie
Née le 15 juin 2004, Sofia Catellani joue d'abord à l'école de rugby du Rugby Noceto[réf. nécessaire]. Elle part ensuite au Rugby Colorno et passe par les sélections nationales junior avec les moins de 18 et moins de 20 ans.
En juillet 2023, elle rejoint la sélection des moins de 20 ans durant l'été. Puis, elle est sélectionnée en équipe d'Italie pour jouer la première édition du WXV en Afrique du Sud. Elle y obtient sa première sélection contre les Boks.
Elle est retenue pour jouer avec la franchise fédérale des Zebre Parma, deux rencontres face aux équipes espagnoles des Iberians en janvier et février 2024.
Durant l'été, elle joue le Championnat d'Europe de rugby à sept à l'issue duquel les Italiennes terminent à la neuvième place,, puis la Summer Series des moins de 20 ans où les Italiennes remportent leurs trois rencontres,.
En 2024-2025, elle est rappelée en équipe d'Italie pour la deuxième édition du WXV. Au mois de juin, elle est sélectionnée pour le tournoi de Makarska de rugby à sept. Elle participe également à la Summer Series avec l'équipe d'Italie des moins de 20 ans.